# Abatus koehleri
Abatus koehleri is een zee-egel uit de familie Schizasteridae.
De eerste wetenschappelijke naam van de soort werd in 1908 door René Koehler gepubliceerd als Hemiaster elongatus. Die naam was echter al in gebruik als Hemiaster elongatus Duncan & Sladen, 1882, een soort uit het mioceen. In 1909 publiceerde P. Thiéry daarom het nomen novum Hemiaster koehleri voor deze soort. De soort hield die naam bij de verplaatsing naar het geslacht Abatus.